# Yuri (gênero)
Yuri (japonês: 百合; lit.  "lírio"), também conhecido pelo wasei-eigo Girls' Love (ガールズラブ, gāruzu rabu), é um gênero de mídias japonesas focado em relações íntimas entre personagens femininas. Por mais que relacionamentos lésbicos sejam geralmente associados ao tema, o gênero também inclui obras retratando relações emocionais e espirituais entre mulheres que não são necessariamente de natureza romântica ou sexual. Yuri é comumente associado com anime e mangá, porém o termo também é usado para descrever jogos eletrônicos, light novels e literatura em geral.

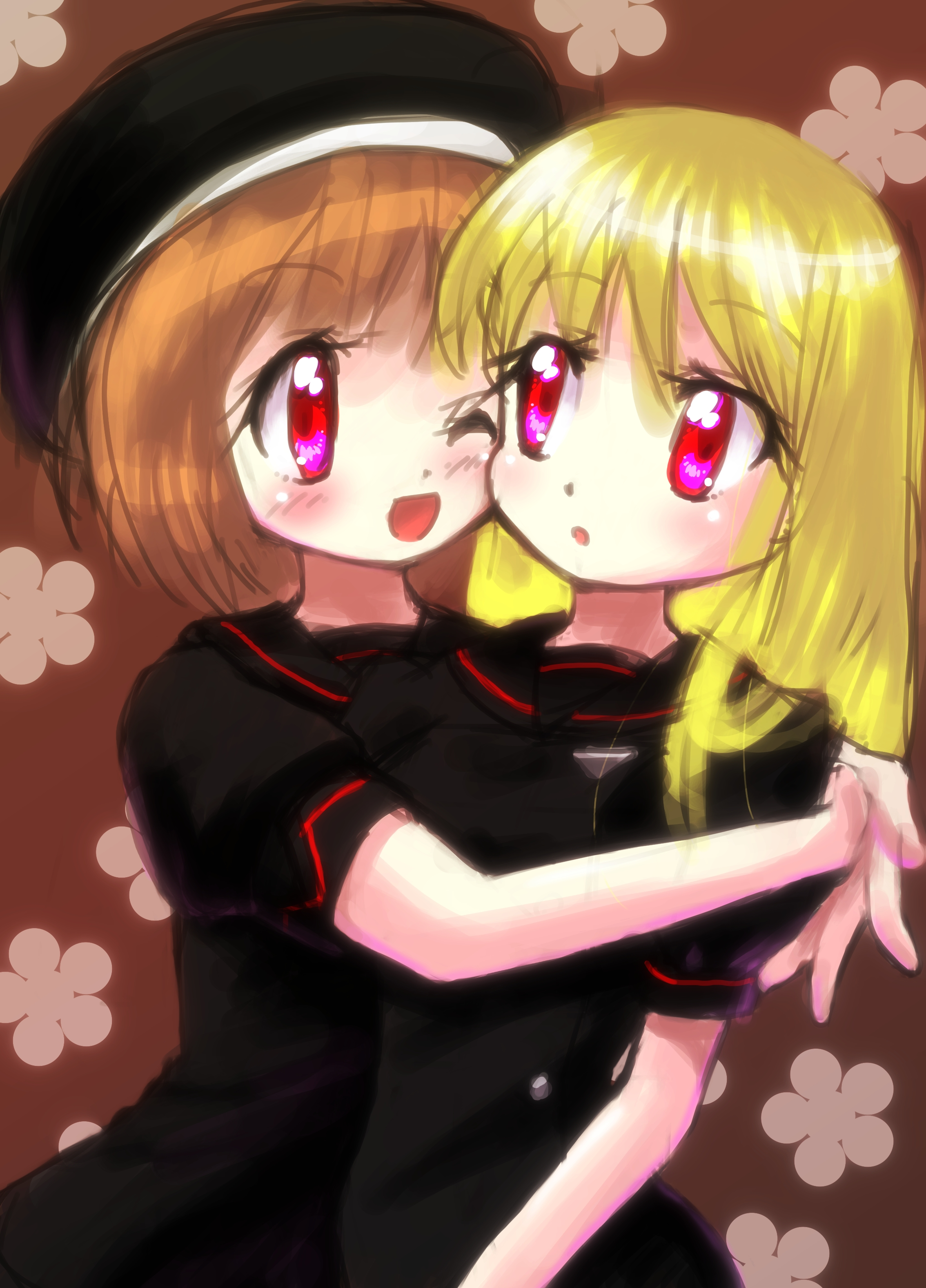
Um exemplo de arte inspirada em yuri. Obras que retratam relações íntimas entre colegas de escola são comuns no gênero yuri.

Temas associados com yuri originam da ficção lésbica japonesa do início do século XX, notavelmente os escritos de Nobuko Yoshiya e a literatura do gênero Classe S. Mangás retratando homoerotismo feminino começou a aparecer na década de 1970 em obras de artistas associados ao Grupo do Ano 24 [en], notavelmente Ryoko Yamagishi e Riyoko Ikeda. O gênero começou a ganhar popularidade iniciando nos anos de 1990; a fundação da Yuri Shimai em 2003 como a primeira revista de mangá voltada justamente a yuri, seguido pela sua sucessora Comic Yuri Hime em 2005, levou ao estabelecimento de yuri como um gênero editorial discreto e à criação de uma cultura de fãs de yuri.
Como um gênero, yuri não tem inerentemente um público alvo em específico, diferente de suas contrapartes homoeróticas masculinas yaoi (voltado ao público feminino) e mangá gay (voltado ao público masculino). Por mais que yuri tenha se originado como um gênero visando o público feminino, obras de yuri tem sido produzidas tendo em vista o público masculino, como na revista irmã da Comic Yuri Hime direcionado ao público masculino, Comic Yuri Hime S.

## Terminologia e etimologia

### Yuri

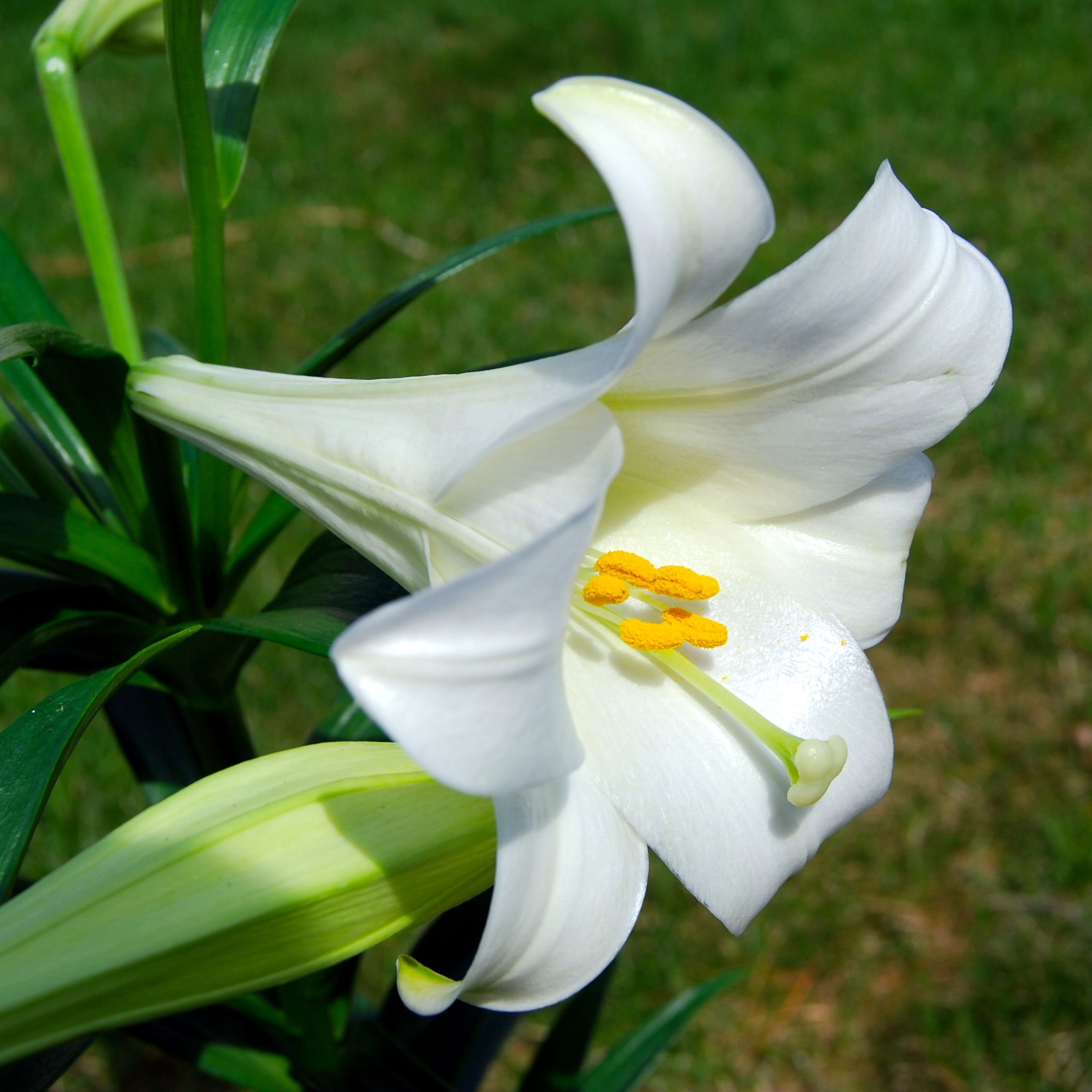
Um lírio-japonês, o símbolo do gênero yuri

A palavra yuri (百合) traduz para literalmente "lírio" e é um nome japonês relativamente comum. Lírios-japoneses são usados desde o romantismo da literatura japonesa para simbolizar beleza e pureza feminina, e são na prática um símbolo do gênero yuri.
Em 1976, Ito Bungaku, editor da revista de homens gays Barazoku (薔薇族; lit.  "Tribo da Rosa"), utilizou o termo yurizoku (百合族; lit.  "tribo do lírio") em referência às leitoras da revista numa coluna de cartas intituladas Yurizoku no Heya (百合族の部屋; lit.  "Sala da Tribo do Lírio"). Apesar de nem todas as mulheres cujas cartas apareceram nesta coluna fossem lésbicas, e não esteja claro se a coluna foi a primeira instância do termo yuri nesse contexto, uma associação de yuri com lesbianismo se desenvolveu posteriormente. Por exemplo, revista de romance entre homens Allan começou a publicar o Yuri Tsūshin (百合通信; lit.  "Comunicação do Lírio") em julho de 1983 como um coluna de anúncios pessoais para lésbicas se comunicarem.
O termo passou a ser associado a mangás pornográficos lésbicos a partir da década de 1990, especialmente através da revista de mangá Lady's Comic Misuto (1996–1999), que apresentava fortemente flores de lírio como símbolo. Quando o termo yuri começou a ser usado no Ocidente na década de 1990, foi usado quase exclusivamente para descrever mangás pornográficos voltados para leitores masculinos que apresentavam casais lésbicos. Com o tempo, o termo se desvinculou dessa conotação pornográfica para descrever a representação de amor íntimo, sexo ou conexões emocionais entre mulheres, e passou a ser amplamente reconhecido como um nome de gênero para obras que retratam intimidade entre mulheres a partir de meados dos anos 2000, após a fundação das revistas de mangá yuri especializadas Yuri Shimai e Comic Yuri Hime. O uso ocidental de yuri posteriormente se ampliou a partir dos anos 2000, adotando conotações do uso japonês.
Na Coreia e na China, "lírio" é usado como um empréstimo semântico do uso japonês para descrever mídias de romance entre personagens femininas, onde cada um dos países utiliza uma tradução direta do termo — baekhap (백합) na Coréia e bǎihé (百合) na China.

### Girls' love
O wasei-eigo "girls' love" (ガールズラブ, gāruzu rabu) e sua abreviação "GL" foram adotados pelas editoras japonesas na década de 2000, provavelmente como um antônimo do gênero de romance entre homens boys' love (BL). Enquanto o termo e geralmente considerado sinônimo de yuri, em raros casos é usado para denotar mídias que são sexualmente explícitas, seguindo a publicação de antologia de mangá erótico yuri Girls Love pela Ichijinsha em 2011. Porém, esta distinção é infrequentemente feita, e yuri e girls' love são quase que sempre usadas intercambiavelmente.

### Shōjo-ai
Nos anos de 1990, fãs ocidentais começaram a utilizar o termo shōjo-ai (少女愛; lit.  "amor de menina") para descrever obras de yuri que não tinham sexo explicito. O seu uso foi modelado após a apropriação ocidental do termo shōnen-ai (少年愛; lit.  "amor de menino") para descrever obas de yaoi sem conteúdo sexualmente explícito. No japão, o termo shōjo-ai não é utilizado com este sentido, em vez disso, denota relacionamentos pedófilos entre homens adultos e meninas.

## História

### Antes de 1970: literatura da Classe S

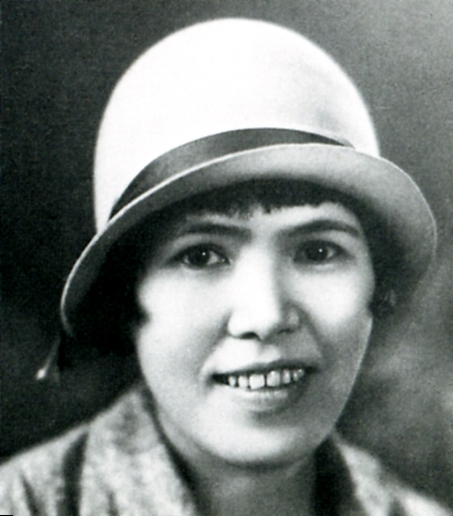
A escritora Nobuko Yoshiya, que trabalhou em obras do gênero Classe S que significativamente influenciou yuri

Entre os primeiros autores japoneses a produzir obras sobre amor entre mulheres estava Nobuko Yoshiya, uma romancista ativa nos períodos Taishō e Shōwa. Yoshiya foi uma pioneira na literatura lésbica japonesa, incluindo o início do gênero Classe S no início do século XX. Suas obras popularizaram diversas das ideias e tropos que levaram gênero yuri nos anos seguintes. As histórias da Classe S retratavam relações lésbicas como emocionalmente intensas, mas platônicas, sendo restritos até a graduação na escola, casamento, ou à morte. As raízes deste gênero é, em partes, a crença da época de que o amor entre pessoas do mesmo sexo era algo temporário e normal do desenvolvimento feminino, que posteriormente seria substituído pela heterossexualidade e à maternidade. A Classe S se desenvolveu na década de 1930 por meio de revistas femininas japonesas, mas declinou como resultado da censura estatal trazida pela Segunda Guerra Sino-Japonesa em 1937. Apesar de ressurgir como uma temática de mangás shōjo comum devido a homossocialidade entre garotas após a guerra, a Classe S gradualmente declinou em popularidade em favor de obras focadas em romances entre homens e mulheres.
Tradicionalmente, as histórias da Classe S se concentram em fortes laços emocionais entre veterana e caloura, ou, mais raramente, entre uma aluna e sua professora. As escolas particulares só para meninas são um cenário comum para as histórias da Classe S, que são retratadas como um mundo homossexual idílico reservado às mulheres. As obras do gênero se concentram muito na beleza e na inocência de suas protagonistas, um tema que se repetiria no yuri. Os críticos têm considerado alternadamente a Classe S como um gênero distinto do yuri, como um "proto-yuri", e um componente do yuri.

### Décadas de 1970 e 1980: A "idade das trevas"
Em 1970, a artista Masako Yashiro publicou o mangá shōjo Secret Love (シークレットラブ, Shīkuretto Rabu; "Amor Secreto"), que foca num triângulo amoroso entre duas garotas e um garoto. É considerado o primeiro mangá que não seja da Classe S a retratar um relacionamento íntimo entre mulheres, Secret Love é considerado por alguns estudiosos como a primeira obra do gênero yuri. Como tanto Yashiro quanto Secret Love são relativamente obscuros e a obra foca na parte do romance entre homem e mulher, a maioria dos críticos identifica Shiroi Heya no Futari de Ryōko Yamagishi, publicado em 1971, como o primeiro mangá yuri. A década de 1970 também viu mangás shōjo que lidavam com personagens transgêneros e personagens que confundiam as distinções de gênero por meio de cross-dressing, que foi inspirado em partes pelo Takarazuka Revue, uma trupe de teatro formada exclusivamente por mulheres, em que algumas delas desempenhavam papéis masculinos. Essas características são mais proeminentes nas obras de Riyoko Ikeda, incluíndo Versailles no Bara (1972–1973), Oniisama e (1975) e Claudine (1978). Algumas obras de shōnen deste período apresentavam personagens lésbicas, porém elas eram usualmente retratadas como fanservice e alívio cômico.
Aproximadamente uma dezena de mangás yuri foram publicados entre a década de 1970 e início da década de 1990, com a maioria sendo publicadas na década de 1970. A maioria destas histórias são tragédias, focado em relacionamentos condenados que terminam em separação ou morte. Devido ao pequeno número de obras publicadas durante este período e seu foco geralmente trágico, Yuri Shimai se referiu às décadas de 1970 e 1980 como a "idade das trevas" (暗黒の時代, ankoku no jidai) do yuri. Várias hipóteses surgiram para explicar a tendência às narrativas trágicas presentes nesse período. O escritor e tradutor Frederik L. Schodt observa que a maioria dos mangás shōjo publicados durante esse período eram trágicos, independentemente de serem yuri ou não. James Welker, da Universidade de Kanagawa, argumenta que essas narrativas representam uma forma de "pânico lésbico", em que a personagem — e, por extensão, a autora — recusa os seus próprios sentimentos e desejos lésbicos. Verena Maser sugere que o declínio da Classe S removeu o único contexto em que as relações íntimas entre as mulheres eram possíveis, enquanto Yukari Fujimoto sugere que as forças patriarcais foram responsáveis pelos finais trágicos dessas histórias.

### Década de 1990: Reconhecimento

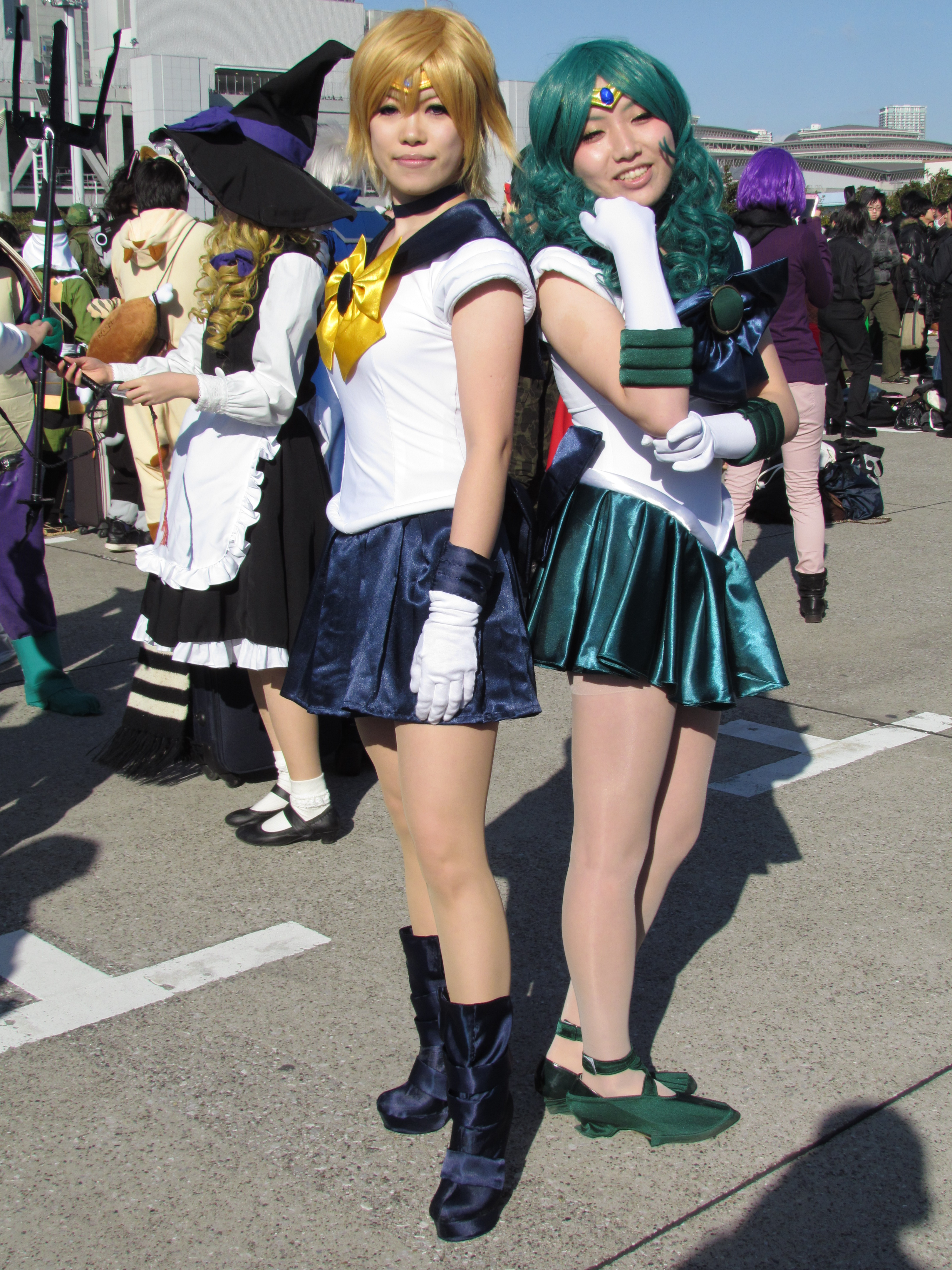
Cosplayers vestidas de Sailor Uranus e Sailor Neptune de Sailor Moon

Na década de 1990, a popularidade das histórias baseadas na fórmula de tragédias nos mangás havia diminuído. Em 1992, houve o lançamento de duas obras importantes para o desenvolvimento do yuri: Jukkai me no Jukkai (1992), de Wakuni Akisato, que começou a afastar o gênero de resultados trágicos e dinâmicas estereotipadas; e a adaptação para anime de Sailor Moon (1991–1997), de Naoko Takeuchi, a primeira franquia de mangá e anime a apresentar um retrato "positivo" de um relacionamento lésbico no casal de Sailor Uranus e Sailor Neptune. A imensa popularidade de Sailor Moon permitiu que a franquia fosse adaptada para anime, filmes e exportada internacionalmente, influenciando significativamente os gêneros shōjo e yuri. Uranus e Neptune tornaram-se temas populares de dōjinshi e contribuíram para o desenvolvimento da cultura yuri de dōjinshis.
O sucesso de Sailor Moon influenciou significativamente o desenvolvimento do yuri e, em meados da década de 1990, animes e mangás que apresentavam relacionamentos íntimos entre mulheres obtiveram sucesso e popularidade. O diretor de Sailor Moon, Kunihiko Ikuhara, criou Shoujo Kakumei Utena (1997–1999), uma série de anime shōjo que tem como foco central as relações entre mulheres. Esse período também viu um renascimento do gênero Classe S por meio da franquia de light novel Maria-sama ga Miteru (1998–2004), de Oyuki Konno, que em 2010 tinha 5,4 milhões de cópias impressas. Outra autora de destaque desse período é Kaho Nakayama, ativa desde o início da década de 1990, com obras que envolvem histórias de amor entre mulheres. As primeiras revistas japonesas voltadas especificamente para lésbicas, muitas das quais continham seções com mangás yuri, também surgiram durante esse período. As histórias nessas revistas variavam de romance no ensino médio a vida e amor lésbicos e apresentavam diferentes graus de conteúdo sexual.

### Década de 2000: Crescimento de publicações e da cultura dos fãs
Diante da proliferação de histórias focadas em homossocialidade, homoerotismo e homossexualidade feminina, algumas editoras procuraram explorar o mercado yuri criando revistas de mangá dedicadas ao gênero, reunindo-se em torno de yuri como o nome preferido para esse gênero em resposta à sua popularidade na cultura dōjinshi. Em 2003, Yuri Tengoku e Yuri Shimai foram lançadas como as primeiras revistas de mangá dedicadas exclusivamente a yuri. Em seguida, surgiram a Comic Yuri Hime, voltada para o público feminino, em 2005, e a Comic Yuri Hime S, voltada para o público masculino, em 2007; as duas revistas se fundiram em 2010 sob o título Comic Yuri Hime.
As histórias nessas revistas tratavam de uma série de temas, desde conexões emocionais intensas, como as retratadas em Voiceful (2004–2006), até romances de colegiais sexualmente explícitos, como os retratados em Hatsukoi Shimai (2003–2008), e contos realistas sobre o amor entre mulheres adultas, como os vistos em Rakuen no Jouken (2007). Alguns desses assuntos também são vistos em obras voltadas para o público masculino desse período, às vezes em combinação com outros temas, incluindo mecha e ficção científica. Exemplos incluem franquias como Kannazuki no Miko (2004–2005), Blue Drop (2004–2008) e Kashimashi: Girl Meets Girl (2004–2007). Além disso, as histórias voltadas para o público masculino tendem a fazer uso extensivo de caracterizações moe e bishōjo.
A publicação de revistas yuri teve o efeito de nutrir uma "cultura yuri" que influenciou os artistas a criar obras que retratam relacionamentos femininos entre pessoas do mesmo sexo. Além disso, os artigos dessas revistas contribuíram para a história do gênero ao rotular retroativamente certas obras como yuri, desenvolvendo assim "um histórico canônico do gênero yuri". Especificamente, Verena Maser observa em sua análise das edições da Yuri Shimai, Comic Yuri Hime e Comic Yuri Hime S publicadas de 2003 a 2012 que oito das dez séries mais referenciadas nas revistas são anteriores à formalização do yuri como gênero editorial em 2003: Apurōzu - Kassai (1981–1985), Sakura no Sono (1985–1986), Sailor Moon (1992–1996), Cardcaptor Sakura (1996–2000), Shōjo Kakumei Utena (1997–1999), Maria-sama ga Miteru (1998–2012), Loveless (2002–presente) e Ichigo Mashimaro (2002–presente).

### Década de 2010–presente: Diversificação de gêneros

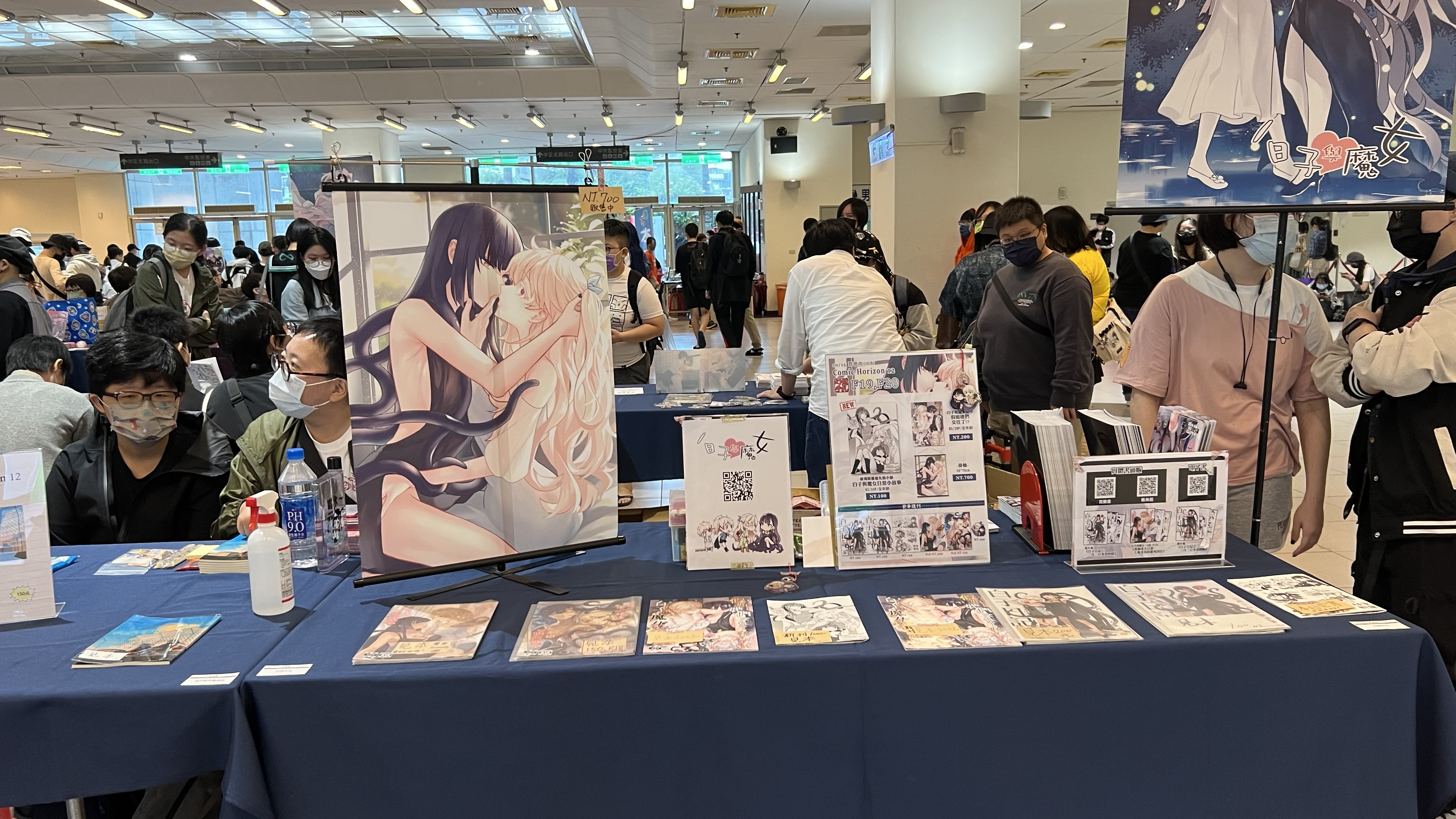
Dōjinshi yuri sendo vendido na Comic Horizon 12

Embora os romances de estudantes tenham permanecido populares nas décadas de 2010 e 2020, notavelmente Kase-san (2010–2017), Citrus (2012–2018), Bloom Into You (2015–2019) e Sasayaku You ni Koi o Utau (2019–presente), as obras yuri durante esse período começaram a incorporar novos gêneros, temas e assuntos. Em meados da década de 2010, as obras yuri se expandiram para gêneros como ficção científica e isekai, bem como a formalização do shakaijin yuri (社会人百合; lit.  "membro da sociedade yuri") como um subgênero focado em histórias envolvendo mulheres adultas. O crescimento de plataformas digitais como Pixiv, Twitter e Shōsetsuka ni Narō permitiu a criação e a ampla distribuição de obras yuri fora das publicações tradicionais de mangás e dōjinshi: Minha Experiência Lésbica com a Solidão (2016) foi originalmente publicado como uma webcomic, enquanto as obras de fantasia yuri Onna dakara (2018–2019), Omae Gotoki ga (2018–presente) e Me Apaixonei pela Vilã (2018–presente) começaram como web novels publicadas no Shōsetsuka ni Narō antes de serem adaptadas para outras mídias. As histórias Yuri de criadoras abertamente lésbicas também se tornaram mais proeminentes, como Minha Experiência Lésbica com a Solidão.

## Conceitos e temas

### Intimidade entre mulheres

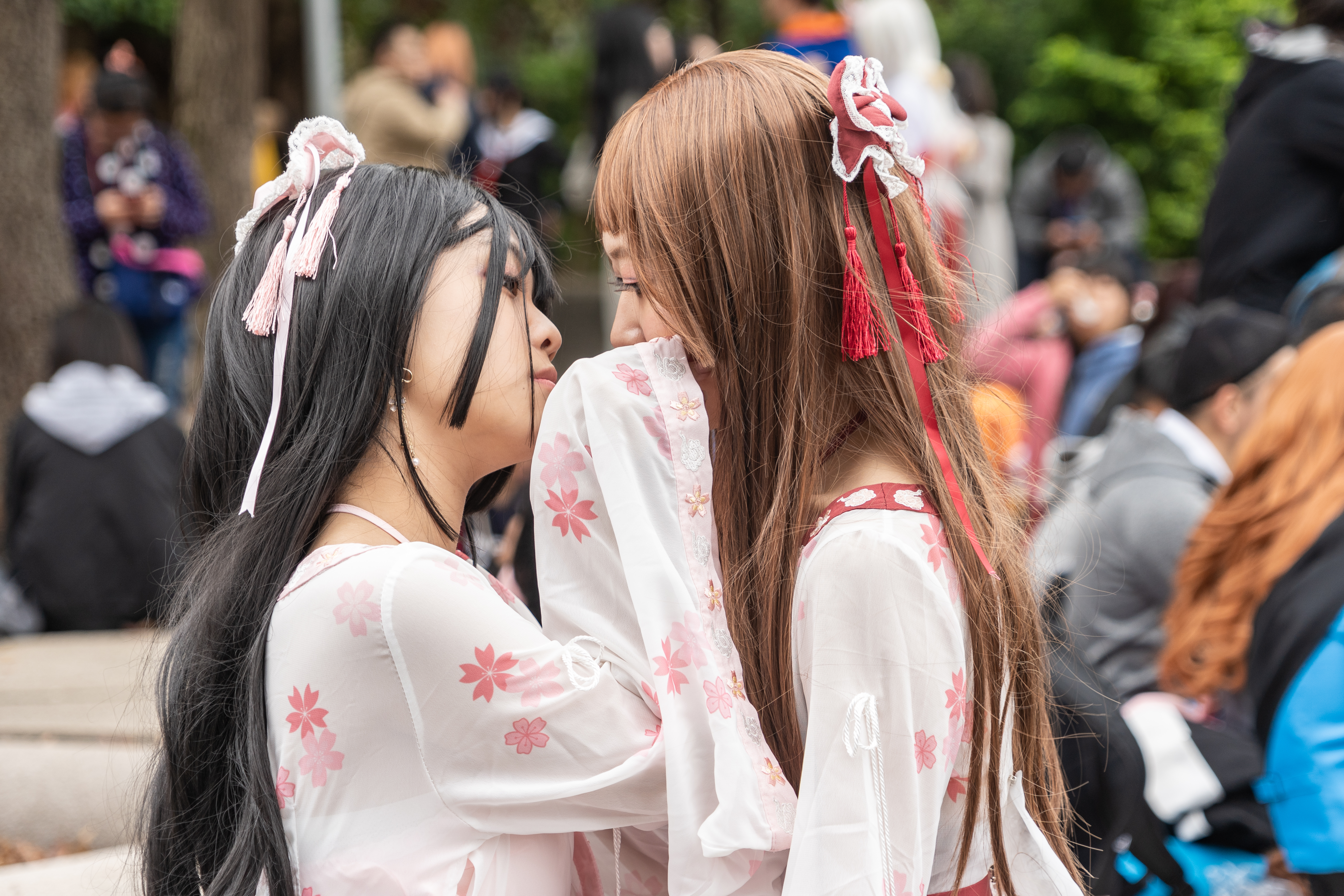
Uma dupla de cosplayers retratando um cenário yuri

Yuri como gênero retrata relacionamentos íntimos entre mulheres, um escopo amplamente definido para incluir amor romântico, amizades intensas, amor espiritual e rivalidade. Embora o lesbianismo seja um tema comumente associado ao yuri, nem todas as personagens na mídia yuri são necessariamente não-heterossexuais; Welker afirma que a questão de se as personagens yuri são lésbicas é uma "questão muito complicada". Personagens em obras yuri frequentemente não definem sua orientação sexual em termos explícitos, e a questão é deixada para a interpretação do leitor.
Rica Takashima observa que fãs ocidentais e japoneses frequentemente têm expectativas diferentes em relação ao nível de intimidade retratado no yuri, o que ela atribui às diferenças culturais entre os grupos. Ela observa que obras de yuri que têm uma grande popularidade internacional tendem a ser explícitas e focadas em "garotas fofas se beijando", enquanto os fãs japoneses "têm uma propensão para ler entre as linhas, captar sugestões sutis e usar suas próprias imaginações para tecer ricos tapetes de significado a partir de pequenos fios".

### Falta de exclusividade de gênero e demográfica
Embora yuri tenha sido histórica e tematicamente ligado ao mangá shōjo desde o seu surgimento na década de 1970, obras de yuri são publicadas em todos os grupos demográficos para mangá — não apenas shōjo (meninas), mas também josei (mulheres adultas), shōnen (meninos) e seinen (homens adultos). As obras de yuri shōjo tendem a focar em narrativas fantasiosas e inspiradas em contos de fadas que idolatram personagens "príncipes garotas" inspirados no Takarazuka Revue, enquanto obras de yuri para o público josei tendem a retratar casais de mulheres com um grau maior de realismo. Mangás shōnen e seinen, por outro lado, tendem a usar o yuri para retratar relacionamentos entre "garotas inocentes da escola" e "lésbicas predatórias". Revistas de mangá dedicadas exclusivamente ao yuri tendem a não se restringir a um público demográfico específico, e assim são inclusivas de conteúdo que varia de romances escolares a conteúdo explicitamente sexual.
Frequentemente, obras que são percebidas e categorizadas como yuri no Japão não são consideradas como tal pelo público internacional. Por exemplo, enquanto no Ocidente Sailor Moon é considerado uma série de mahō shōjo com alguns elementos yuri, no Japão a série é considerada por revistas yuri como uma "obra monumental" do gênero. O exemplo de Sailor Moon ilustra ainda mais como os fãs, em vez de editores ou criadores, frequentemente determinam se uma obra é yuri; Sailor Moon não foi concebida como um mangá ou anime yuri, mas "se tornou yuri" com base na interpretação e consumo da obra pelos fãs de yuri.

### Conteúdo sexual nominal
Obras de yuri geralmente não retratam cenas de sexo explícito. Ao contrário do yaoi, onde representações explícitas de atos sexuais são comuns e as histórias culminam geralmente com o casal central se envolvendo sexo anal, os atos sexuais em yuri raramente são mais explícitos do que beijos e carícias nos seios. Kazumi Nagaike da Universidade de Oita argumenta que essa evitação geral de sexo "não significa que o desejo sexual feminino seja apagado" em yuri, mas sim que a ausência de sexo "claramente deriva da importância atribuída ao vínculo espiritual entre mulheres".

### A garota séria e a ingênua
A maioria das histórias de yuri publicadas nas décadas de 1970 e 1980 eram tragédias, focadas em relacionamentos condenados que terminavam em separação ou morte. Yukari Fujimoto, uma estudiosa de mangá da Universidade de Meiji, observa que o enredo trágico de Shiroi Heya no Futari se tornou um arquétipo comum de história de yuri. Essas histórias retratam uma personagem fisicamente menor, com cabelos mais claros e uma personalidade ingênua, que admira uma garota que é geralmente mais alta, com cabelos escuros longos e uma postura séria. As personagens se unem por uma infelicidade comum, geralmente originada de suas respectivas vidas domésticas. O seu vínculo se torna objeto de rumores ou até mesmo chantagem, mesmo quando elas reconhecem que seu relacionamento se tornou romântico. A história termina com a personagem séria morrendo para proteger a ingênua de um escândalo. Enquanto as fórmulas de histórias trágicas em yuri declinaram em popularidade na década de 1990, estes arquétipos continuam a influenciar histórias de yuri contemporâneas, especialmente aquelas que retratam relacionamentos de senpai e kōhai, como Bloom Into You.

### Tachieneko
Na cultura lésbica japonesa, as participantes de um relacionamento lésbico são ocasionalmente referidas como tachi (タチ; derivado de tachiyaku, o papel masculino no kabuki), que designa a participante ativa, e neko (ネコ; lit.  "gato"), que designa a participante passiva. Essa distinção é comparável à distinção de seme e uke no yaoi, ou à distinção de butch e femme na cultura lésbica mais ampla. Personagens no yuri contemporâneo raramente se conformam a essas dicotomias, embora a dinâmica de uma parceira ativa e uma passiva que a distinção de tachi e neko representa recorra no gênero.

## Mídia
Em meados da década de 1990 até o início de 2000, algumas revistas japonesas de estilo de vida lésbicas, introduzindo as revistas agora extintas Anise (1996–97, 2001–03) e Phryné (1995). Carmilla, uma publicação erótica lésbica, lançou uma antologia de mangás lésbicos chamada Girl's Only. Adicionalmente, Mist (1996–99), uma revista de mangá josei, continha mangás contendo temas lésbicos sexualmente explícitos como parte de uma parte da seção dedicada para interessados em tópicos lésbicos.
A primeira publicação comercializada exclusivamente como yuri foi a revista de antologia de mangá da Sun Yuri Shimai, lançada entre junho de 2003 e novembro de 2004 trimestralmente, terminando com apenas cinco edições. Após a descontinuação da revista, Comic Yuri Hime foi lançada pela Ichijinsha em julho de 2005 como uma revitalização da revista, contendo vários mangás de autores que já tinham obras serializadas na Yuri Shimai. Assim como seu antecessor, a Comic Yuri Hime também era publicada trimestralmente, porém começou a ser lançada bimestralmente em janeiro de 2011 a dezembro de 2016, quando se tornou mensal. Uma revista irmã da Comic Yuri Hime, chamada Comic Yuri Hime S, foi lançada em junho de 2007 como uma publicação trimestral pela Ichijinsha. Diferente da Yuri Shimai e da Comic Yuri Hime, Comic Yuri Hime S era voltada ao público masculino. No entanto, em 2010, ela foi fundida com a Comic Yuri Hime. A Ichijinsha começou a publicar em julho de 2008 adaptações de light novel das obras da Comic Yuri Hime e romances yuri originais sob sua linha de light novel shōjo Ichijinsha Bunko Iris.
Uma vez que a Comic Yuri Hime estabeleceu o mercado, diversas outras antologias de yuri foram lançadas, como Yuri Koi Girls Love Story, Mabae, Yuri Drill, Yuri + Kanojo, e Eclair. A Houbunsha e a Shinshokan também publicaram as suas próprias revistas yuri, respectivamente Tsubomi e Hirari, com a Tsubomi sendo publicada de fevereiro de 2009 a dezembro de 2012, totalizando 21 edições, e Hirari de abril de 2010 a julho de 2014, totalizando 14 edições. Após uma campanha de financiamento bem sucedida, a revista independente de antologia yuri Galette foi lançada em 2017.

## Análises

### Demografia
Por mais que yuri se originou com obras para o público alvo feminino (shōjo, josei), o gênero evoluiu com o tempo para também ter a audiência masculina como público alvo. Diversos estudos foram feitos para examinar a demografia da subcultura yuri.

#### Estudos das editoras
A primeira revista a estudar a demografia dos seus leitores foi a Yuri Shimai (2003–2004), que estimou que a proporção de mulheres era de quase 70%, e que a maioria delas eram adolescentes ou mulheres na casa dos 30 anos que já possuíam interesses em mangás shōjo e yaoi. Em 2008, a Ichijinsha fez um estudo demográfico para as suas duas revistas, Comic Yuri Hime e Comic Yuri Hime S, sendo a primeira direcionada ao público feminino e a segunda ao masculino. O estudo revelou que as mulheres correspondiam a 73% dos leitores da Comic Yuri Hime, enquanto na Comic Yuri Hime S, os homens contabilizavam 62%. No entanto, a revista observou que os leitores da segunda revista também tendiam a ler a primeira, o que resultou na sua fusão em 2010. A respeito da idade das leitoras mulheres de Comic Yuri Hime, 27% eram menores de 20 anos, 27% estavam entre 20 e 24 anos, 23% entre 25 e 29 anos, e 23% tinham mais de 30 anos. Em 2017, a razão entre homens e mulheres era dito ter alterado para 3:2, em partes devido à fusão de Comic Yuri Hime S e ao público predominantemente masculino que YuruYuri trouxe consigo.

#### Estudos acadêmicos
Verena Maser conduziu um estudo sobre a demografia do fandom japonês de yuri entre setembro e outubro de 2011. Este estudo, primariamente orientado à comunidade de Yuri Komyu! e a rede social Mixi, recebeu um total de 1 352 respostas válidas. O estudo encontrou que 52,4% dos entrevistados eram mulheres, 46,1% homens e 1,6% não se identificava com nenhum dos gêneros. A sexualidade dos participantes também foi pedida, separadas em duas categorias: heterossexual" e "não heterossexual". Os resultados foram que 39,5% eram homens heterossexuais, 30% eram mulheres não heterossexuais, 15,2% eram mulheres heterossexuais, 4,7% eram homens não heterossexuais, e 1,2% se identificaram como "outros". Quanto à idade, 69% dos entrevistados tinham entre 16 e 25 anos. O estudo de Maser reforçou a noção de que o fandom de yuri está dividido igualmente entre homens e mulheres, além de destacar as diferentes sexualidades dentro dele.

### Relação com o lesbianismo

#### Relação semântica
A relação entre yuri e lesbianismo é tênue no japão. Apesar de yuri ter sido fortemente associado ao lesbianismo no Japão entre as décadas de 1970 e 1980, a correlação entre os termos foi se enfraquecendo com o tempo. Embora fãs, jornalistas e editoras japonesas reconheçam que yuri e lesbianismo compartilham características em comum, eles podem especificamente segregar os termos como conceitos, como o editor da Comic Yuri Hime Seitarō Nakamura afirmando que "de forma geral, [yuri] não [é sobre] lésbicas [rezubian] com uma relação carnal." Revistas lésbicas e queer japonesas da década de 1990 muitas vezes se opôs à fusão de yuri com lesbianismo, provavelmente devido à sua conotação anterior com pornografia para o público masculino.
Erin Subramian da Yuricon explica que a maioria dos japoneses vê o termo "lésbica" como descrevendo "pessoas anormais na pornografia ou pessoas estranhas dos outros países". Maser concorda que yuri é um gênero focado primariamente nos ideais da beleza, pureza, inocência e espiritualidade, antes da identidade sexual; o foco é posicionado na "conexão entre corações" em vez de "conexão entre corpos". Nagaike nota em sua análise de cartas publicadas na Comic Yuri Hime que muitas leitoras da revista se identificavam como heterossexuais; ela argumenta, portanto, que yuri está mais alinhado com a homossocialidade do que com a homossexualidade, embora ambos os conceitos não sejam mutuamente exclusivos. Maser analisa fontes contraditórias e conclui que a "linha entre yuri e 'lésbica'/'homossexualidade' é [...] tênue". Ela observa que em suas fontes, "o termo rezubian [lésbica] é usado em muitos casos, mas que raramente fica claro a que exatamente se refere".

#### Relação sociopolítica
Nagaike argumenta que yuri é um subproduto da shōjo kyōdōtai (少女 共同体; lit.  "comunidade de garotas"), que foram formadas nas escolas femininas antes da guerra no Japão. Isoladas da influência patriarcal, as garotas adolescentes criaram uma "cultura shōjo" que utilizam a literatura da Classe S para disseminar e compartilhar códigos culturais homossociais. Embora essa cultura tenha sido importante para informar as atitudes das garotas sobre feminilidade e independência, ela foi efêmera; ao deixar o ambiente escolar de sexo único, elas ficaram sujeitas às expectativas patriarcais de casamento e família.
Como a educação mista se tornou mais comum no período pós-guerra e a literatura da Classe S diminuiu como meio de disseminar os laços homossociais, o cross-dressing e o yaoi surgiram como os principais modos na literatura para as mulheres criticarem e resistirem ao patriarcado. O surgimento do yuri permitiu um retorno à homossocialidade no estilo da Classe S, da qual a homossexualidade é um componente. Deste modo, Nagaike afirma que yuri não está consoante a visão política do lesbianismo adotada por filósofas como Monique Wittig, que vê o lesbianismo como uma derrubada da "interpretação política e sociológica da identidade feminina"; em vez disso, o yuri está mais próximo da visão de Adrienne Rich de um "continuum lésbico" que visa derrubar a heterossexualidade compulsória.